# Karl Louis von Beust
Carl Ludwig Graf von Beust (* 12. Februar 1811 in Friedrichstanneck; † 14. April 1888 in Altenburg) war herzoglich-sachsen-altenburgischer Staatsminister.

## Herkunft
Von Beust war der Sohn des späteren Rittergutsbesitzers auf Serba im Herzogtum Sachsen-Altenburg, Traugott Friedrich Graf von Beust (* 18. Juni 1782; † 10. April 1852) und seiner ersten Ehefrau Charlotte von Fuchs (* 1787; † 30. Januar 1815). Seine Geschwister waren:
- Constanze (Henriette) (* 16. September 1809; † 30. September 1834) ⚭ 10. Oktober 1833 Carl „Ernst“ Adolf von Mangoldt (* 10. Oktober 1798; † 11. Dezember 1880)[3]
- Ernst Friedrich (* 26. Oktober 1824; † 6. April 1877), sein Halbbruder aus der am 18. Oktober 1821 geschlossenen zweiten Ehe des Vaters mit Louise von Wangenheim (* 26. Dezember 1794)[4].

## Leben
Er besuchte die Fürstenschule im Grimma und studierte an der Friedrichs-Universität Halle-Wittenberg, der Universität Leipzig und der Friedrich-Wilhelms-Universität Berlin die Rechte. 1830 wurde er Mitglied des Corps Saxonia Leipzig. Nach dem Examen trat Beust 1834 in den preußischen Justizdienst, wurde 1836 Regierungsreferendar, 1838 Assessor bei der herzoglich-sächsischen Regierung in Altenburg, 1841 Regierungsrat und 1842 Kreishauptmann des Altenburger Ostkreises. Im November 1848 wurde er vom Herzog Joseph ins Staatsministerium berufen und mit dessen Vorsitz betraut. Als das Herzogtum noch im selben Monat an Herzog Georg überging, nahm er am 30. November 1848 zunächst seine Entlassung aus dem Staatsdienst. Er trat jedoch nach Herzog Georgs Regierungsantritt in das vom Geheimrat Hans Conon von der Gabelentz neu gebildete Ministerium, in welchem er nach dem freiwilligen Ausscheiden des Letzteren abermals den Vorsitz erhielt. Im Mai 1850 wurde Beust zum Wirklichen Geheimen Rat ernannt.
In seiner amtlichen Laufbahn versuchte er gemeinnützig und vermittelnd zu wirken. Von 1840 bis 1848 war er Landtagsabgeordneter in Sachsen-Altenburg. Den Ausschreitungen und den demokratischen Bestrebungen während der Deutschen Revolution 1848/1849 trat er mit Entschiedenheit entgegen. Unter seiner Leitung kam auch mit der Volksvertretung ein neues Wahlgesetz nach preußischem Vorbild zu Stande (3. August 1850). Er begleitete den Herzog im Mai 1850 zum Unionsfürstenkongress (Deutscher Fürstenkongress) nach Berlin, Als altenburgischer Bevollmächtigter nahm er zudem an den Dresdner Konferenzen. Dabei schloss sich die von ihm vertretene Regierung der preußischen an.

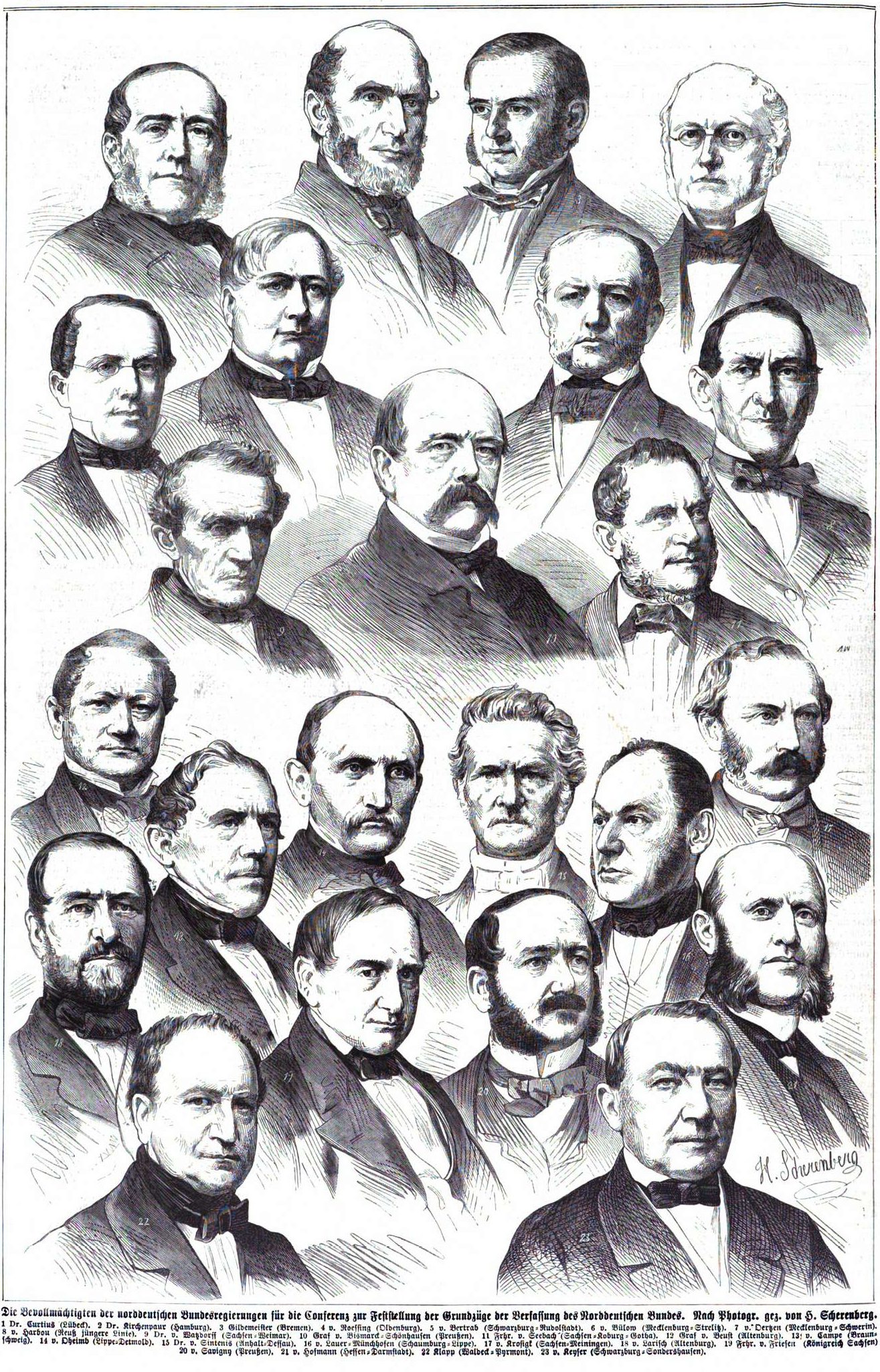
Bevollmächtigte der verbündeten Regierungen, die die Gründung des Norddeutschen Bundes vorbereiteten. Nr. 12 Graf von Beust (Altenburg) Mitte links

Anfang 1853 nahm Beust wegen Meinungsverschiedenheiten mit dem Herzog über die Ansehung der Zivilliste seine Entlassung aus dem herzoglich sachsen-altenburgischen Staatsdienst. Er wurde noch im selben Jahre als großherzoglich sächsischer Gesandter an den preußischen Hof nach Berlin entsandt, um dort sein Herzogtum sowie die anderen sächsischen Herzogtümer als Gesandter in Preußen zu vertreten. In sieser Stellung hat er beim Abschluss mehrerer Staatsverträge mitgewirkt und unterzeichnete unter anderem die Augustverträge, die später zur Gründung des Norddeutschen Bundes führten. Diese Stellung bekleidete Beust bis 1867; in seinem Ruhestand lebte er zurückgezogen in Altenburg.

## Familie
Beust heiratete am 20. April 1839 die Freiin Maria „Marianne“ von Krosigk (1810–1893), eine Tochter des Regierungspräsidenten Friedrich von Krosigk. Der Schwager von Marianne Freiin von Krosigk war Julius von Zech-Burkersroda. Der Ehe entsprossen zwischen 1840 und 1845 eine Tochter und drei Söhne, darunter:
- Hans (* 24. Dezember 1845) ⚭ 1877 (Scheidung 1879) Amalie Wilhelmine Auguste Constanze von Goldacker (* 30. Januar 1847)[11]